# Amphicosmus arizonicus
Amphicosmus arizonicus là một loài ruồi thuộc họ Bombyliidae. Loài này có ở Arizona.